# Белотурковка
Белотурковка — деревня в Полтавском районе Омской области России. Входит в состав Красногорского сельского поселения.

## История
Основана в 1913 году. В 1928 году посёлок Белотуровский состоял из 12 хозяйств, основное население — украинцы. В составе Шаровского сельсовета Полтавского района Омского округа Сибирского края.

## Население
| 1926 | 2010 |
| ---- | ---- |
| 58   | ↗65  |